# Істобне (Воронезька область)
Істобне (рос. Истобное) — село у Реп'євському районі Воронезької області Російської Федерації.
Населення становить 1476 осіб. Входить до складу муніципального утворення Істобінське сільське поселення.

## Історія
Населений пункт розташований у історичному регіоні Чорнозем'я. Від 1928 року належить до Реп'євського району, спочатку в складі Центрально-Чорноземної області, а від 1934 року — Воронезької області.
Згідно із законом від 15 жовтня 2004 року входить до складу муніципального утворення Істобінське сільське поселення.

## Населення
| 2010 | 2014  |
| ---- | ----- |
| 1369 | ↗1476 |